# قلعه‌جیق (هوراند)
قلعه‌جیق یکی از روستاهای استان آذربایجان شرقی است که در دهستان دیکله بخش مرکزی شهرستان هوراند شهرستان اهر واقع شده‌است.